# سیارک ۷۵۲۵
سیارک ۷۵۲۵ (به انگلیسی: 7525 Kiyohira، نامگذاری:1992YE) هفت هزار و پانصد و بیست و پنجمین سیارک کشف شده‌است که در ۱۸ دسامبر ۱۹۹۲ کشف شد.
قدر مطلق سیارک برابر ۱۴٫۰۰ است.